# Olivier Descosse
Œuvres principales
Le Pacte rouge, Stock
Olivier Descosse est un écrivain français né le 7 octobre 1962 à Marseille d’un père anesthésiste et d’une mère psychanalyste.
Il exerce la profession d'avocat en parallèle de l'écriture.
Olivier Descosse est membre du collectif d'artistes La Ligue de l'Imaginaire.

## Œuvres

### Romans

#### SérieDavid Creem
Cette série est écrite sous le pseudonyme de Richard Taleman.
1. La Confrérie de l'Invisible, J'ai lu, 2014
2. L'Entrevie, J'ai lu, 2014

- Le Territoire des âmes : David Creem : l'Intégrale. Paris : Pygmalion, coll. "Imaginaire", 11/2018, 1053 p.  (ISBN 978-2-7564-2576-4)

#### TrilogieChloé Latour
1. Peurs en eau profonde. Paris : XO, 02/2022, 488 p.  (ISBN 978-2-37448-410-5). Rééd. Pocket Thriller n° 19073, 09/2023, 535 p.  (ISBN 978-2-266-33542-3)
2. Le Cirque du diable. Paris :  XO, 11/2023, 517 p.  (ISBN 978-2-37448-504-1). Rééd. Pocket Thriller n° 19590, 11/2024, 587 p.  (ISBN 978-2-266-34792-1)
3. L'Heure des fauves. Paris : XO, 02/2025.  (ISBN 978-2-37448-690-1)

#### Autres romans
- Mythes, Stock, 2002
- Le Couloir de la pieuvre. Paris : Stock, coll. "Thriller", 04/2003, 424 p.  (ISBN 2-234-05581-4). Rééd. Le Livre de poche Thriller n° 37063, 03/2011, 503 p.  (ISBN 978-2-253-11007-1)
- Miroir de sang, Stock, 2004
- Le Pacte rouge, Stock, 2005Prix du polar 2005
- L'Ordre noir. Neuilly-sur-Seine : Michel Lafon, coll. "Thriller", 04/2007, 563 p.  (ISBN 978-2-7499-0643-0). Rééd. J'ai lu Thriller n° 8624, 03/2008, 532 p.  (ISBN 978-2-290-00677-1)
- La Liste interdite, Michel Lafon, 2008
- Les Enfants du néant. Neuilly-sur-Seine : Michel Lafon, coll. "Thriller", 04/2009, 435 p.  (ISBN 978-2-7499-1008-6). Rééd. J'ai lu Thriller n° 9192, 03/2010, 474 p.  (ISBN 978-2-290-02164-4)
- La Spirale des abysses, Flammarion, 2010
- L'Autre, Delpierre, 2014
- Passé Simple. Paris : Pygmalion, 02/2017, 274 p.  (ISBN 978-2-0812-4298-2)
- L'Impasse. Neuilly-sur-Seine : Michel Lafon, 10/2019, 632 p.  (ISBN 978-2-7499-4095-3)

### Nouvelles
- L'Empreinte sanglante.., Fleuve noir "Thriller", 2009
- Voyages immobiles en temps de confinement - Page Blanche, éd. Ramsey, 2020.
- Dîner de famille (nouvelle), dans Le Pire des Noëls : nouvelles inédites, anthologie au profit de l'association Le Rire médecin. Paris : Le Livre de Poche Policier n° 37838, 11/2024, p. 111-122.  (ISBN 978-2-253-25307-5)